# Kokuritsu-Kyōgijō (métro de Tokyo)
Kokuritsu-Kyōgijō (国立競技場駅, Kokuritsu-Kyōgijō-eki) est une station du métro de Tokyo sur la ligne Ōedo dans l'arrondissement de Shinjuku à Tokyo. Elle est exploitée par le Bureau des Transports de la Métropole de Tokyo (Toei).

## Situation sur le réseau
La station Kokuritsu-Kyōgijō est située au point kilométrique (PK) 25,7 de la ligne Ōedo.

## Histoire
La station a été inaugurée le 20 avril 2000.

## Services aux voyageurs

### Accès et accueil
La station est ouverte tous les jours.
En moyenne, 8 897 voyageurs ont fréquenté quotidiennement la station en 2015.

### Desserte

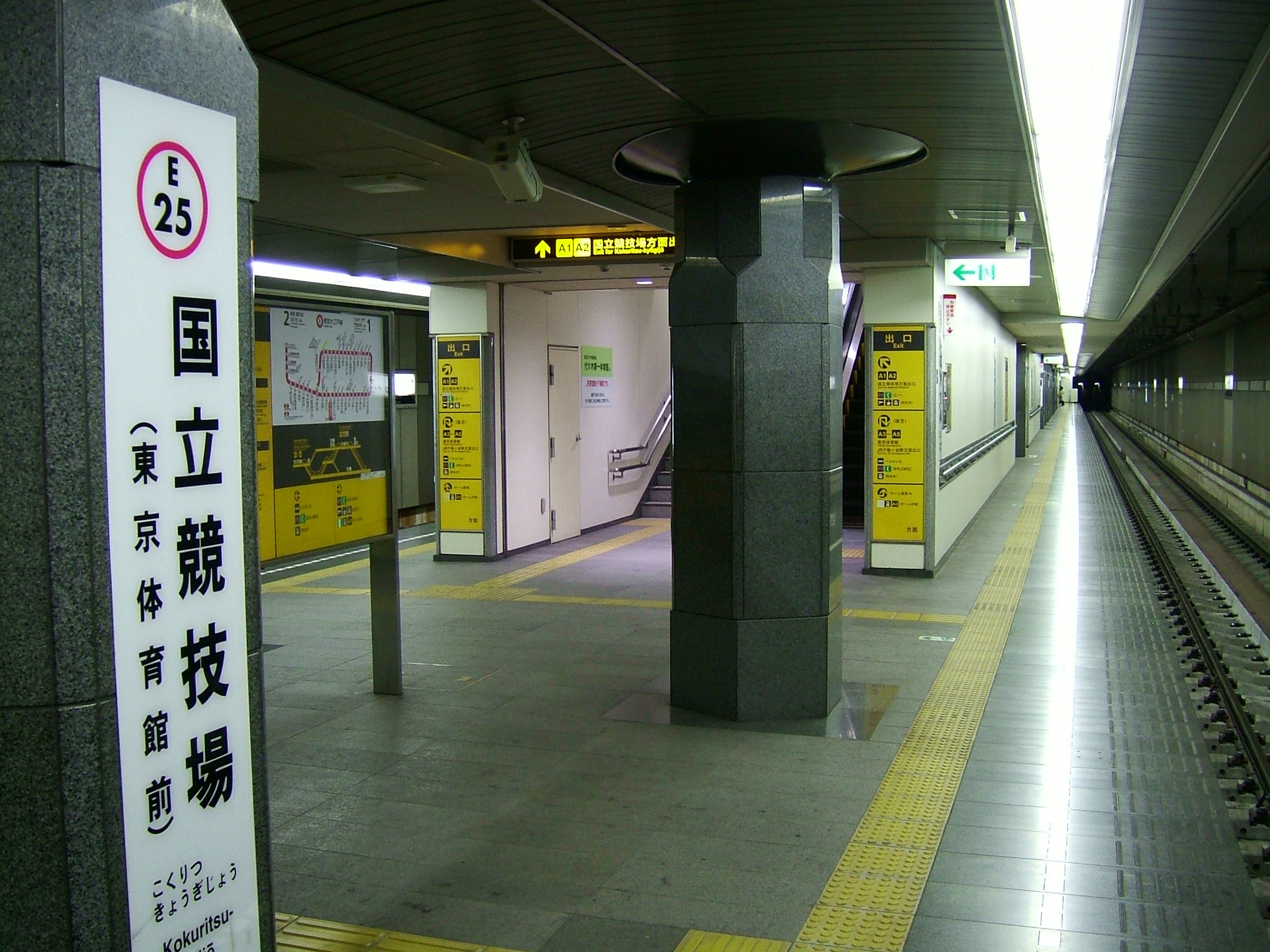
Quai de la station

Ligne Ōedo :
- voie 1 : direction Roppongi
- voie 2 : direction Shinjuku

### Intermodalité
La station est à proximité de la gare de Sendagaya (ligne Chūō-Sōbu).

## A proximité
- Stade olympique national (qui donne son nom à la station)
- Shinjuku Gyoen
- Théâtre national du nō
- Meiji Jingu Stadium
- Chichibunomiya Rugby Stadium
- Tokyo Metropolitan Gymnasium